# ماركسية نمساوية

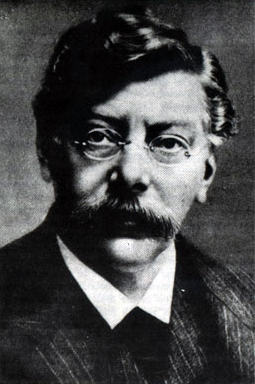

الماركسية النمساوية كانت تيارًا نظريًّا ماركسيًّا يقوده أعضاء الحزب الديمقراطي الاجتماعي النمساوي: فيكتور أدلر، أوتو باور، كارل رينر، وماكس أدلر، بالإضافة إلى رودلف هيلفردنج. ساد هذا التيار خلال العقود الأخيرة من حكم الإمبراطورية النمساوية المجرية و في عهد الجمهورية النمساوية الأولى (1918-1934). يشتهر هذا التيار بنظريته حول الجنسية والقومية، وبمحاولته توفيقهما مع الاشتراكية. اعتبر أوتو باور «المبدأ الشخصي» كوسيلة لجمع أعضاء أمة واحدة مشتتين جغرافياً. كتب باور عام 1907 في (الديمقراطية الاشتراكية ومسألة القوميات): «المبدأ الشخصي يسعى لتنظيم الأمم عبر التعاون بين الأشخاص وليس من خلال هيئات إقليمية» وبالتالي فصل مفهوم الأمة عن مفهوم الأرض والأقليم، جاعلاً من الأمة رابطة غير إقليمية.
تشكلت مجموعة الماركسية النمساوية عام 1904 حول مجلات مثل "Blätter zur Theorie und Politik des wissenschaftlichen Sozialismus" و "Marx-Studien".
بعيداً عن كونها حركة متجانسة، ضمت الماركسية النمساوية عدداً من المفكرين والناشطين السياسيين، كالكانتي الجديد ماكس أدلر والماركسي الأرثوذكسي رودلف هيلفردنج.

## تأسيس
أسس الماركسيون النمساويون عام 1921 الاتحاد الأممي للأحزاب الاشتراكية (المعروف بأسم الأممية الثانية والنصف) الذي ترأسه فريدرش آدلر، في محاولة لتوحيد الأممية الثانية والثالثة، الأمر الذي باء بالفشل في نهاية المطاف.
تأثرت كل من الشيوعية الأوروبية واليسار الجديد بالماركسية النمساوية في بحثهما عن أرضية اشتراكية ديمقراطية وسط ما بين الشيوعية والديمقراطية الاجتماعية، وفي سعيهما لتوحيد هاتين الحركتين بالنهاية.
قدمت الماركسية النمساوية تمهيداً عملياً للإصلاح اليساري الجذري في أوروبا. حيث تطلع كل من حزب العمال والأحزاب الديمقراطية الاشتراكية الإسكندنافية إلى الإصلاحات الاجتماعية المتقدمة في فيينا (ما عرف «بفيينا الحمراء»)، كالرعاية الصحية والسكن والتعليم.
كانت الماركسية النمساوية أول حركة في أوروبا تشن حملة مقاومة مسلحة ضد الفاشية، إلا أنها هزمت عام 1934.
اعتمد المبدأ الشخصي الماركسي النمساوي لدى العديد من الحركات والأحزاب، كاليهود اليساريين المؤيدين لحل الدولة الواحدة في فلسطين والاتحاد الديمقراطي للمجريين الرومان.[بحاجة لمصدر]